# Israël op het Eurovisiesongfestival 1993
Israël deed mee aan het Eurovisiesongfestival 1993 met het lied "Shiru" gezongen door Saraleh Sharon & Group Shiru. De groep eindigde in het Ierse Millstreet op de 24ste plaats met 4 punten.

## Kdam Eurovision 1993
De Israëlische zender IBA hield onder de gebruikelijke naam Kdam een nationale finale om de Israëlische inzending voor het Eurovisiesongfestival 1993 aan te wijzen. Kdam vond plaats in de IBA TV Studios in Jeruzalem, de show werd gepresenteerd door Nathan Dattner . Er deden 12 artiesten mee en de winnaar werd gekozen door 7 regionale jury's.
| Startplaats | Artiest                            | Lied                    | Punten | Plaats |
| ----------- | ---------------------------------- | ----------------------- | ------ | ------ |
| 1           | Saraleh Sharon & Group Shiru       | "Shiru"                 | 67     | 1      |
| 2           | Dorit Reuveni                      | Bayit biktze hakeshet   | 36     | 6      |
| 3           | Linette                            | Aniana                  | 7      | 10     |
| 4           | Tzvika Pick                        | Artik kartiv            | 34     | 7      |
| 5           | Doron Mazar                        | Re'ach vatzeva          | 62     | 2      |
| 6           | Shimi Tavori                       | Chai et ma sheyesh      | 26     | 8      |
| 7           | Etti Kari                          | Yashar letoch enay      | 22     | 9      |
| 8           | Adam                               | Ad                      | 56     | 3      |
| 9           | Effi Ben-Israel & Nathan Nattanzon | Marconi                 | 3      | 11     |
| 10          | David D'Or                         | Parpar                  | 53     | 4      |
| 11          | Moshik Dar                         | Moral                   | 37     | 5      |
| 12          | Reuven Lavi                        | Ha'olam kol kach madlik | 1      | 12     |

## In Millstreet
In Ierland trad Israël als vierentwintigste van 25 landen aan, na Cyprus en voor Noorwegen. Het land behaalde een 24ste plaats, met 4 punten.
België en Nederland gaven geen punten aan deze inzending.

### Gekregen punten

#### Finale
| 12 punten | 10 punten | 8 punten   | 7 punten | 6 punten    |
| --------- | --------- | ---------- | -------- | ----------- |
|           |           |            |          |             |
| 5 punten  | 4 punten  | 3 punten   | 2 punten | 1 punt      |
|           |           | - Portugal |          | - Frankrijk |

### Punten gegeven door Israël

#### Finale
Punten gegeven in de finale:
| 12 punten | Verenigd Koninkrijk |
| 10 punten | Zweden              |
| 8 punten  | Frankrijk           |
| 7 punten  | Griekenland         |
| 6 punten  | Kroatië             |
| 5 punten  | Ierland             |
| 4 punten  | Zwitserland         |
| 3 punten  | Malta               |
| 2 punten  | IJsland             |
| 1 punt    | Spanje              |

1973 · 1974 · 1975 · 1976 · 1977 · 1978 · 1979 · 1980 · 1981 · 1982 · 1983 · 1984 · 1985 · 1986 · 1987 · 1988 · 1989 · 1990 · 1991 · 1992 · 1993 · 1994 · 1995 · 1996-1997 · 1998 · 1999 · 2000 · 2001 · 2002 · 2003 · 2004 · 2005 · 2006 · 2007 · 2008 · 2009 · 2010 · 2011 · 2012 · 2013 · 2014 · 2015 · 2016 · 2017 · 2018 · 2019 · 2020 · 2021 · 2022 · 2023 · 2024 · 2025